# 2023–2024-es UEFA Európa Konferencia Liga
A 2023–2024-es UEFA Európa Konferencia Liga az UEFA Konferencia Liga harmadik szezonja volt. A döntőt az athéni Ajía Szofía Stadionban játszották. A döntőt a görög Olimbiakósz nyerte, amely ezzel első görög klubként európai nemzetközi kupát nyert. A győztes részvételi jogot szerzett a 2024–2025-ös Európa-liga alapszakaszába.

## A besorolás rendszere
A 2023–2024-es UEFA Európa Konferencia Ligában az UEFA 54 tagországának 177 csapata vesz részt. Az egyes országok indulásra jogosult csapatainak számát a bajnokságokra vonatkoztatott UEFA-együttható alapján határozták meg:
- az 1–5. helyen rangsoroltak egyaránt 1 csapatot indíthatnak,
- a 6–16. (kivéve Oroszország) és az 51–55. helyen rangsoroltak 2 csapatot indíthatnak,
- a 17–50. helyen rangsoroltak 3 csapatot indíthatnak (kivéve Liechtenstein, ahol csak kupát rendeznek),
- Liechtenstein egy csapatot indíthat.

További résztvevők:
- 18 csapat, amely a UEFA-bajnokok ligájából kiesik és átkerül az UEFA Európa Konferencia Ligába.
- 25 csapat, amely a Európa-ligából kiesik és átkerül az UEFA Európa Konferencia Ligába.

### Rangsor
A 2023–2024-es UEFA Európa Konferencia Liga kiosztott helyeihez a 2023-as ország-együtthatót vették alapul, amely az országok csapatainak teljesítményét vette figyelembe a 2017–18-as szezontól a 2021–22-esig.
| Hely. | Szövetség     | Koeff.  | Cs | Mj       |
| ----- | ------------- | ------- | -- | -------- |
| 1.    | Anglia        | 106,641 | 1  |          |
| 2.    | Spanyolország | 96,141  | 1  |          |
| 3.    | Olaszország   | 76,902  | 1  |          |
| 4.    | Németország   | 75,213  | 1  |          |
| 5.    | Franciaország | 60,081  | 1  |          |
| 6.    | Portugália    | 53,382  | 2  |          |
| 7.    | Hollandia     | 49,300  | 2  |          |
| 8.    | Ausztria      | 38,850  | 2  |          |
| 9.    | Skócia        | 36,900  | 2  |          |
| 10.   | Oroszország   | 34,482  | 0  | kizárták |
| 11.   | Szerbia       | 33,375  | 2  |          |
| 12.   | Ukrajna       | 31,800  | 2  |          |
| 13.   | Belgium       | 30,600  | 2  |          |
| 14.   | Svájc         | 29,675  | 2  |          |
| 15.   | Görögország   | 28,200  | 2  |          |
| 16.   | Csehország    | 27,800  | 2  |          |
| 17.   | Norvégia      | 27,250  | 3  |          |
| 18.   | Dánia         | 27,175  | 3  |          |
| 19.   | Horvátország  | 27,150  | 3  |          |

| Hely. | Szövetség           | Koeff. | Cs | Mj |
| ----- | ------------------- | ------ | -- | -- |
| 20.   | Törökország         | 27,100 | 3  |    |
| 21.   | Ciprus              | 26,375 | 3  |    |
| 22.   | Izrael              | 24,375 | 3  |    |
| 23.   | Svédország          | 22,875 | 3  |    |
| 24.   | Bulgária            | 19,500 | 3  |    |
| 25.   | Románia             | 17,150 | 3  |    |
| 26.   | Azerbajdzsán        | 17,000 | 3  |    |
| 27.   | Magyarország        | 16,375 | 3  |    |
| 28.   | Lengyelország       | 15,875 | 3  |    |
| 29.   | Kazahsztán          | 15,750 | 3  |    |
| 30.   | Szlovákia           | 15,625 | 3  |    |
| 31.   | Szlovénia           | 15,000 | 3  |    |
| 32.   | Fehéroroszország    | 12,500 | 3  |    |
| 33.   | Moldova             | 11,250 | 3  |    |
| 34.   | Litvánia            | 10,000 | 3  |    |
| 35.   | Bosznia-Hercegovina | 9,125  | 3  |    |
| 36.   | Finnország          | 8,875  | 3  |    |
| 37.   | Luxemburg           | 8,750  | 3  |    |
| 38.   | Lettország          | 8,625  | 3  |    |

| Hely. | Szövetség       | Koeff. | Cs | Mj |
| ----- | --------------- | ------ | -- | -- |
| 39.   | Koszovó         | 8,166  | 3  |    |
| 40.   | Írország        | 8,125  | 3  |    |
| 41.   | Örményország    | 8,125  | 3  |    |
| 42.   | Észak-írország  | 8,083  | 3  |    |
| 43.   | Albánia         | 8,000  | 3  |    |
| 44.   | Feröer-szigetek | 7,250  | 3  |    |
| 45.   | Észtország      | 7,041  | 3  |    |
| 46.   | Málta           | 7,000  | 3  |    |
| 47.   | Grúzia          | 7,000  | 3  |    |
| 48.   | Észak-Macedónia | 7,000  | 3  |    |
| 49.   | Liechtenstein   | 6,500  | 1  |    |
| 50.   | Wales           | 5,500  | 3  |    |
| 51.   | Gibraltár       | 5,416  | 2  |    |
| 52.   | Izland          | 5,375  | 2  |    |
| 53.   | Montenegró      | 4,875  | 2  |    |
| 54.   | Andorra         | 4,665  | 2  |    |
| 55.   | San Marino      | 1,332  | 2  |    |

### Lebonyolítás
A torna lebonyolítása az alábbi.
|                                       |                                       | A szakaszban bekapcsolódók | Az előző forduló továbbjutói                                             | Az UEFA-bajnokok ligájából vagy az Európa-ligából átkerülők              |
| ------------------------------------- | ------------------------------------- | --- | ------------------------------------------------------------------------ | ------------------------------------------------------------------------ |
| 1. selejtezőkör (62 csapat)           | 1. selejtezőkör (62 csapat)           | - 16 kupagyőztes a 40–55. helyen rangsorolt kupákból - 25 második a 30–55. helyen rangsorolt bajnokságokból (kivéve Liechtenstein) - 21 harmadik a 29–50. helyen rangsorolt bajnokságokból (kivéve Liechtenstein)                                                                             |                                                                          |                                                                          |
| 2. selejtezőkör (108 csapat)          | Bajnoki ág (18 csapat)                | |                                                                          | - 3 vesztes a BL előselejtezőjéből - 15 vesztes a BL 1. selejtezőköréből |
| 2. selejtezőkör (108 csapat)          | Főág (90 csapat)                      | - 20 kupagyőztes a 20–39. helyen rangsorolt kupákból - 14 második a 16–29. helyen rangsorolt bajnokságokból - 16 harmadik a 13–28. helyen rangsorolt bajnokságokból - 8 negyedik a 7–15. helyen rangsorolt bajnokságokból (kivéve Oroszország) - 1 ötödik a 6. helyen rangsorolt bajnokságból | - 31 győztes az 1. selejtezőkörből                                       |                                                                          |
| 3. selejtezőkör (64 csapat)           | Bajnoki ág (10 csapat)                | | - 9 győztes a 2. selejtezőkör bajnoki ágáról                             | - 1 vesztes a BL 1. selejtezőköréből                                     |
| 3. selejtezőkör (64 csapat)           | Főág (54 csapat)                      | - 3 kupagyőztes a 17–19. helyen rangsorolt kupákból - 5 harmadik a 7–12. helyen rangsorolt bajnokságokból (kivéve Oroszország) - 1 negyedik a 6. helyen rangsorolt bajnokságokból | - 45 győztes a 2. selejtezőkör főágáról                                  |                                                                          |
| Rájátszás (44 csapat)                 | Bajnoki ág (10 csapat)                | | - 5 győztes a 3. selejtezőkör bajnoki ágáról                             | - 5 vesztes az EL 3. selejtezőkörének bajnoki ágáról                     |
| Rájátszás (44 csapat)                 | Főág (34 csapat)                      | - 1 ötödik az 5. helyen rangsorolt bajnokságból - 4 hatodik az 1–4. helyen rangsorolt bajnokságokból - 1 ligakupa-győztes Angliából | - 27 győztes a 3. selejtezőkör főágáról                                  | - 2 vesztes az EL 3. selejtezőkörének főágáról                           |
| Csoportkör (32 csapat)                | Csoportkör (32 csapat)                | | - 5 győztes a rájátszás bajnoki ágáról - 17 győztes a rájátszás főágáról | - 10 vesztes az EL rájátszásából                                         |
| A nyolcaddöntő rájátszása (16 csapat) | A nyolcaddöntő rájátszása (16 csapat) | | - 8 csoportmásodik                                                       | - 8 harmadik az EL csoportköréből                                        |
| Egyenes kieséses szakasz (16 csapat)  | Egyenes kieséses szakasz (16 csapat)  | | - 8 csoportgyőztes - 8 győztes a rájátszásból                            |                                                                          |

### Csapatok
Az alábbi táblázatban olvasható, hogy a csapatok melyik körben kapcsolódnak be.
Használt rövidítések
- kgy: kupagyőztes;
- x.: bajnoki helyezés;
- LK: ligakupa-győztes;
- A.: bajnoki alapszakasz győztese;
- R.: EKL-rájátszás;
- BL: A 2023–2024-es UEFA-bajnokok ligájából kieső csapat
  - S1: az 1. selejtezőkörből;
  - ES D: az előselejtező döntőjéből;
  - ES ED: az előselejtező elődöntőjéből;
- EL: A 2023–2024-es Európa-ligából kieső csapat
  - CS.: csoportkör harmadikjaként;
  - R.: a rájátszásából;
  - B/F S3: a 3. selejtezőkörből (bajnoki ág/főág).

| Forduló                     | Forduló                     | Csapatok                     | Csapatok                      | Csapatok                           | Csapatok                    |
| --------------------------- | --------------------------- | ---------------------------- | ----------------------------- | ---------------------------------- | --------------------------- |
| Rájátszás a nyolcaddöntőért | Rájátszás a nyolcaddöntőért | Olimbiakósz (EL CS)          | Ajax (EL CS)                  | Real Betis (EL CS)                 | Sturm Graz (EL CS)          |
| Rájátszás a nyolcaddöntőért | Rájátszás a nyolcaddöntőért | Union Saint-Gilloise (EL CS) | Makkabi Haifa (EL CS)         | Servette (EL CS)                   | Molde (EL CS)               |
|                             |                             |                              |                               |                                    |                             |
| Csoportkör                  | Csoportkör                  | Aberdeen (EL R.)             | Čukarički (EL R.)             | Zorja Luhanszk (EL R.)             | Lugano (EL R.)              |
| Csoportkör                  | Csoportkör                  | Dinamo Zagreb (EL R.)        | Ludogorec Razgrad (EL R.)     | Slovan Bratislava (EL R.)          | Olimpija Ljubljana (EL R.)  |
| Csoportkör                  | Csoportkör                  | Zrinjski Mostar (EL R.)      | KÍ (EL R.)                    |                                    |                             |
|                             |                             |                              |                               |                                    |                             |
| Rájátszás                   | B                           | Asztana (EL B S3)            | BATE Bariszav (EL B S3)       | Žalgiris (EL B S3)                 | HJK (EL B S3)               |
| Rájátszás                   | B                           | Breiðablik (EL B S3)         |                               |                                    |                             |
| Rájátszás                   | F                           | Aston Villa (7.)             | Osasuna (7.)                  | Fiorentina (8.)                    | Eintracht Frankfurt (7.)    |
| Rájátszás                   | F                           | Lille (5.)                   | Dnipro-1 (EL F S3)            | Genk (EL F S3)                     |                             |
|                             |                             |                              |                               |                                    |                             |
| 3. selejtezőkör             | B                           | Lincoln Red Imps (BL S1)     | Flora (BL S1)                 |                                    |                             |
| 3. selejtezőkör             | F                           | Arouca (5.)                  | AZ (4.)                       | Rapid Wien (4.)                    | Heart of Midlothian (4.)    |
| 3. selejtezőkör             | F                           | Partizan (4.)                | Dinamo Kijiv (4.)             | Brann (kgy.)                       | Nordsjælland (2.)           |
| 3. selejtezőkör             | F                           | Hajduk Split (kgy.)          |                               |                                    |                             |
|                             |                             |                              |                               |                                    |                             |
| 2. selejtezőkör             | B                           | Larne (BL S1)                | Ballkani (BL S1)              | Swift Hesperange (BL S1)           | Ferencváros (BL S1)         |
| 2. selejtezőkör             | B                           | Dinamo Tbiliszi (BL S1)      | Valmiera (BL S1)              | Shamrock Rovers (BL S1)            | Urartu (BL S1)              |
| 2. selejtezőkör             | B                           | The New Saints (BL S1)       | Partizani (BL S1)             | Farul Constanța (BL S1)            | Ħamrun Spartans (BL S1)     |
| 2. selejtezőkör             | B                           | Struga (BL S1)               | Budućnost Podgorica (BL ES D) | Atlètic Club d’Escaldes (BL ES ED) | Tre Penne (BL ES ED)        |
| 2. selejtezőkör             | F                           | Vitória de Guimarães (6.)    | Twente (R.)                   | Austria Wien (R.)                  | Hibernian (5.)              |
| 2. selejtezőkör             | F                           | Vojvodina (5.)               | Vorszkla Poltava (5.)         | Club Brugge (4.)                   | Gent (5.)                   |
| 2. selejtezőkör             | F                           | Luzern (4.)                  | Basel (5.)                    | PAÓK (4.)                          | Árisz (5.)                  |
| 2. selejtezőkör             | F                           | Viktoria Plzeň (3.)          | Bohemians 1905 (4.)           | Bodø/Glimt (2.)                    | Rosenborg (3.)              |
| 2. selejtezőkör             | F                           | AGF (3.)                     | Midtjylland (R.)              | Osijek (3.)                        | Rijeka (4.)                 |
| 2. selejtezőkör             | F                           | Fenerbahçe (kgy.)            | Beşiktaş (3.)                 | Adana Demirspor (4.)               | Omónia (kgy.)               |
| 2. selejtezőkör             | F                           | APÓEL (2.)                   | AÉK Lárnakasz (3.)            | Bétár Jerusálajim (kgy.)           | Hapóél Beér-Seva (2.)       |
| 2. selejtezőkör             | F                           | Makkabi Tel-Aviv (3.)        | Djurgårdens IF (2.)           | Hammarby (3.)                      | Kalmar FF (4.)              |
| 2. selejtezőkör             | F                           | CSZKA Szofija (2.)           | FK 1948 Szofija (3.)          | Levszki Szofija (R.)               | Sepsi OSK (kgy.)            |
| 2. selejtezőkör             | F                           | FCSB (2.)                    | CFR Cluj (R.)                 | Qəbələ (kgy.)                      | Sabah (2.)                  |
| 2. selejtezőkör             | F                           | Neftçi (3.)                  | Zalaegerszeg (kgy.)           | Kecskemét (2.)                     | Debrecen (3.)               |
| 2. selejtezőkör             | F                           | Legia Warszawa (kgy.)        | Lech Poznań (3.)              | Pogoń Szczecin (4.)                | Ordabaszi (kgy.)            |
| 2. selejtezőkör             | F                           | Aktöbe (2.)                  | Spartak Trnava (kgy.)         | Celje (2.)                         | Tarpeda Zsodzina (kgy.)     |
| 2. selejtezőkör             | F                           | Petrocub Hîncești (2.)       | Kauno Žalgiris (2.)           | Borac Banja Luka (2.)              | KuPS (kgy.)                 |
| 2. selejtezőkör             | F                           | Differdange 03 (kgy.)        | Auda (kgy.)                   | Drita (2.)                         |                             |
|                             |                             |                              |                               |                                    |                             |
| 1. selejtezőkör             | 1. selejtezőkör             | Tobil (3.)                   | DAC Dunajská Streda (2.)      | Žilina (R.)                        | Maribor (3.)                |
| 1. selejtezőkör             | 1. selejtezőkör             | Domžale (4.)                 | Dinama Minszk (4.)            | Nyoman Hrodna (9.)                 | Zimbru Chișinău (3.)        |
| 1. selejtezőkör             | 1. selejtezőkör             | Milsami Orhei (4.)           | Panevėžys (3.)                | Hegelmann (4.)                     | Željezničar (3.)            |
| 1. selejtezőkör             | 1. selejtezőkör             | Sarajevo (4.)                | Honka (3.)                    | Haka (4.)                          | Progrès Niederkorn (2.)     |
| 1. selejtezőkör             | 1. selejtezőkör             | F91 Dudelange (3.)           | Riga (2.)                     | RFS (3.)                           | Gjilani (3.)                |
| 1. selejtezőkör             | 1. selejtezőkör             | Dukagjini (4.)               | Derry City (kgy.)             | Dundalk (3.)                       | St. Patrick’s Athletic (4.) |
| 1. selejtezőkör             | 1. selejtezőkör             | Pjunik (2.)                  | Ararat-Armenia (3.)           | Alashkert (4.)                     | Crusaders (kgy.)            |
| 1. selejtezőkör             | 1. selejtezőkör             | Linfield (2.)                | Glentoran (R.)                | Egnatia (kgy.)                     | Tirana (2.)                 |
| 1. selejtezőkör             | 1. selejtezőkör             | Vllaznia (3.)                | Víkingur (2.)                 | HB Tórshavn (3.)                   | B36 Tórshavn (4.)           |
| 1. selejtezőkör             | 1. selejtezőkör             | Narva Trans (kgy.)           | FCI Levadia (2.)              | Paide Linnameeskond (3.)           | Birkirkara (kgy.)           |
| 1. selejtezőkör             | 1. selejtezőkör             | Gżira United (3.)            | Balzan (4.)                   | Torpedo Kutaiszi (kgy.)            | Dinamo Batumi (2.)          |
| 1. selejtezőkör             | 1. selejtezőkör             | Dila Gori (3.)               | Makedonija (kgy.)             | Shkupi (2.)                        | Skendija (3.)               |
| 1. selejtezőkör             | 1. selejtezőkör             | Vaduz (kgy.)                 | Connah’s Quay Nomads (2.)     | Penybont (3.)                      | Haverfordwest County (R.)   |
| 1. selejtezőkör             | 1. selejtezőkör             | Bruno’s Magpies (kgy.)       | Europa (2.)                   | Víkingur Reykjavík (kgy.)          | KA (2.)                     |
| 1. selejtezőkör             | 1. selejtezőkör             | Sutjeska Nikšić (2.)         | Arsenal Tivat (3.)            | Inter Club d’Escaldes (kgy.)       | FC Santa Coloma (3.)        |
| 1. selejtezőkör             | 1. selejtezőkör             | Cosmos (2.)                  | La Fiorita (3.)               |                                    |                             |

## Fordulók és időpontok
A mérkőzések időpontjai a következők:
| Szakasz                  | Forduló                     | Sorsolás dátuma     | 1. mérkőzés                                 | 2. mérkőzés                                 |
| ------------------------ | --------------------------- | ------------------- | ------------------------------------------- | ------------------------------------------- |
| Selejtezők               | 1. forduló                  | 2023. június 20.    | 2023. július 13.                            | 2023. július 20.                            |
| Selejtezők               | 2. forduló                  | 2023. június 21.    | 2023. július 27.                            | 2023. augusztus 3.                          |
| Selejtezők               | 3. forduló                  | 2023. július 24.    | 2023. augusztus 10.                         | 2023. augusztus 17.                         |
| Selejtezők               | Rájátszás                   | 2023. augusztus 7.  | 2023. augusztus 24.                         | 2023. augusztus 31.                         |
| Csoportkör               | 1. mérkőzésnap              | 2023. szeptember 1. | 2023. szeptember 21.                        | 2023. szeptember 21.                        |
| Csoportkör               | 2. mérkőzésnap              | 2023. szeptember 1. | 2023. október 5.                            | 2023. október 5.                            |
| Csoportkör               | 3. mérkőzésnap              | 2023. szeptember 1. | 2023. október 26.                           | 2023. október 26.                           |
| Csoportkör               | 4. mérkőzésnap              | 2023. szeptember 1. | 2023. november 9.                           | 2023. november 9.                           |
| Csoportkör               | 5. mérkőzésnap              | 2023. szeptember 1. | 2023. november 30.                          | 2023. november 30.                          |
| Csoportkör               | 6. mérkőzésnap              | 2023. szeptember 1. | 2023. december 14.                          | 2023. december 14.                          |
| Egyenes kieséses szakasz | Rájátszás a nyolcaddöntőért | 2023. december 18.  | 2024. február 15.                           | 2024. február 22.                           |
| Egyenes kieséses szakasz | Nyolcaddöntők               | 2024. február 23.   | 2024. március 7.                            | 2024. március 14.                           |
| Egyenes kieséses szakasz | Negyeddöntők                | 2024. március 15.   | 2024. április 11.                           | 2024. április 18.                           |
| Egyenes kieséses szakasz | Elődöntők                   | 2024. március 15.   | 2024. május 2.                              | 2024. május 9.                              |
| Egyenes kieséses szakasz | Döntő                       | 2024. március 15.   | 2024. május 29., Ajía Szofía Stadion, Athén | 2024. május 29., Ajía Szofía Stadion, Athén |

## Selejtezők
Zárójelben a csapatok 2023-as UEFA-együtthatói szerepelnek.

### 1. selejtezőkör
Az 1. selejtezőkörben 62 csapat vesz részt.
| Kiemeltek: - F91 Dudelange (10,000) - Riga (10,000) - Maribor (9,500) - Skendija (9,500) - Linfield (8,500) - Vaduz (8,500) - DAC Dunajská Streda (8,500) - Dundalk (8,500) - Pjunik (8,000) - Alashkert (8,000) - Sutjeska Nikšić (7,500) - Shkupi (7,000) - Sarajevo (7,000) - RFS (6,500) - Tobil (6,500) - B36 Tórshavn (6,500) - Ararat-Armenia (6,500) - Gżira United (6,000) - FCI Levadia (6,000) - Dinama Minszk (5,500) - Connah’s Quay Nomads (5,500) - Milsami Orhei (5,000) - La Fiorita (5,000) - HB Tórshavn (5,000) - Europa (5,000) - Domžale (5,000) - FC Santa Coloma (5,000) - Progrès Niederkorn (5,000) - Dinamo Batumi (4,500) - Inter Club d’Escaldes (4,500) - Crusaders (4,500) | Nem kiemeltek: - Paide Linnameeskond (4,000) - Tirana (4,000) - Žilina (3,950) - Torpedo Kutaiszi (3,500) - Víkingur Reykjavík (3,000) - St. Patrick’s Athletic (3,000) - Vllaznia (3,000) - Víkingur (3,000) - Derry City (3,000) - Makedonija (2,500) - Panevėžys (2,500) - Honka (2,500) - Željezničar (2,500) - Balzan (2,500) - Nyoman Hrodna (2,500) - Zimbru Chișinău (2,450) - Gjilani (2,208) - Dukagjini (2,208) - Haka (2,050) - Dila Gori (2,000) - Birkirkara (2,000) - Glentoran (2,000) - Narva Trans (2,000) - Hegelmann (2,000) - KA (1,450) - Egnatia (1,250) - Penybont (1,233) - Haverfordwest County (1,233) - Bruno’s Magpies (1,158) - Arsenal Tivat (0,950) - Cosmos (0,399) |

Párosítások
Az 1. selejtezőkör sorsolását 2023. június 20-án, 13 órától tartották. Az első mérkőzéseket július 12-én és 13-án, a második mérkőzéseket július 18-án és 20-án játszották. A párosítások győztesei a 2. selejtezőkörének főágára kerültek. A vesztesek kiestek.
| 1. csapat             | Össz.          | 2. csapat              | 1. mérk. | 2. mérk.   |
| --------------------- | -------------- | ---------------------- | -------- | ---------- |
| Sutjeska Nikšić       | 2–1            | Cosmos                 | 1–0      | 1–1        |
| Domžale               | 4–5            | Balzan                 | 1–4      | 3–1 (h.u.) |
| Vaduz                 | 2–3            | Nyoman Hrodna          | 1–2      | 1–1        |
| Ararat-Armenia        | 5–5 (t. 4–2)   | Egnatia                | 1–1      | 4–4 (h.u.) |
| Torpedo Kutaiszi      | 3–3 (t. 4–2)   | Sarajevo               | 2–2      | 1–1 (h.u.) |
| Alashkert             | 7–2            | Arsenal Tivat          | 1–1      | 6–1        |
| Željezničar           | 4–3            | Dinama Minszk          | 2–2      | 2–1        |
| La Fiorita            | 1–2            | Zimbru Chișinău        | 1–1      | 0–1        |
| Maribor               | 3–2            | Birkirkara             | 1–1      | 2–1        |
| Tirana                | 3–2            | Dinamo Batumi          | 1–1      | 2–1        |
| Bruno’s Magpies       | 1–3            | Dundalk                | 0–0      | 1–3        |
| Inter Club d’Escaldes | 3–2            | Víkingur               | 2–1      | 1–1        |
| Progrès Niederkorn    | 4–2            | Gjilani                | 2–2      | 2–0        |
| Linfield              | 3–2            | Vllaznia               | 3–1      | 0–1        |
| KA                    | 4–0            | Connah’s Quay Nomads   | 2–0      | 2–0        |
| Skendija              | 1–1 (t. 2–3)   | Haverfordwest County   | 1–0      | 0–1 (h.u.) |
| Haka                  | 2–3            | Crusaders              | 2–2      | 0–1        |
| HB Tórshavn           | 0–1            | Derry City             | 0–0      | 0–1        |
| Riga                  | 2–1            | Víkingur Reykjavík     | 2–0      | 0–1        |
| Žilina                | 4–2            | FCI Levadia            | 2–1      | 2–1        |
| Pjunik                | 5–0            | Narva Trans            | 2–0      | 3–0        |
| Panevėžys             | 3–2            | Milsami Orhei          | 2–2      | 1–0        |
| Tobil                 | 2–1            | Honka                  | 2–1      | 0–0        |
| DAC Dunajská Streda   | 2–3            | Dila Gori              | 2–1      | 0–2        |
| Makedonija            | 1–5            | RFS                    | 0–1      | 1–4        |
| Dukagjini             | 5–3            | Europa                 | 2–1      | 3–2        |
| Penybont              | 1–3            | FC Santa Coloma        | 1–1      | 0–2 (h.u.) |
| Hegelmann             | 0–5            | Shkupi                 | 0–5      | 0–0        |
| F91 Dudelange         | 5–3            | St. Patrick’s Athletic | 2–1      | 3–2        |
| B36 Tórshavn          | 2–0            | Paide Linnameeskond    | 0–0      | 2–0 (h.u.) |
| Gżira United          | 3–3 (t. 14–13) | Glentoran              | 2–2      | 1–1 (h.u.) |

1. 1 2 3  A sorsoláshoz képest a pályaválasztói jogot felcserélték.

### 2. selejtezőkör
A 2. selejtezőkör két ágból állt. A bajnoki ágon 16, a főágon 90 csapat vett részt.
Bajnoki ág
- K: A BL 1. selejtezőköréből kiesett csapat, a sorsoláskor nem volt ismert.
- E: A BL előselejtezőjéből kiesett csapat, a sorsoláskor nem volt ismert.

| Kiemeltek: - The New Saints (K) - Ballkani (K) - Shamrock Rovers (K) - Sztruga (K) - Ferencváros (K) - Valmiera (K) - Larne (K) - Swift Hesperange (K) - Farul Constanța (K) - Ħamrun Spartans (K) - Urartu (K) - Partizani (K) - Dinamo Tbiliszi (K) | Nem kiemeltek: - Atlètic Club d’Escaldes (E) - Tre Penne (E) - Budućnost Podgorica (E) |

Főág
- T: Az 1. selejtezőkörből továbbjutott csapat, a sorsoláskor nem volt ismert.
- A dőlt betűvel írtak az 1. selejtezőkörben egy magasabb együtthatóval rendelkező csapat ellen győztek, és az ellenfél együtthatóját hozták magukkal.

| Kiemeltek: - Club Brugge (54,000) - Basel (53,000) - Gent (37,500) - Fenerbahçe (30,000) - CFR Cluj (27,500) - Midtjylland (25,500) - PAÓK (25,000) - Makkabi Tel-Aviv (24,000) - Viktoria Plzeň (22,000) - Bodø/Glimt (20,000) - Lech Poznań (19,000) - Hapóél Beér-Seva (17,000) - Djurgårdens IF (16,500) - APÓEL (14,500) - Beşiktaş (14,000) - CSZKA Szofija (13,000) - Twente (11,980) - Rijeka (11,500) - Vitória de Guimarães (11,243) - FCSB (11,000) - Legia Warszawa (11,000) - Rosenborg (11,000) - Spartak Trnava (10,500) - AÉK Lárnakasz (10,000) - Omónia (10,000) - F91 Dudelange (10,000) (T) - Riga (10,000) (T) - Maribor (9,500) (T) - KuPS (9,500) - Haverfordwest County (9,500) (T) - Neftçi (9,000) - Linfield (8,500) (T) - Nyoman Hrodna (8,500) (T) - Dila Gori (8,500) (T) - Dundalk (8,500) (T) - Pjunik (8,000) (T) - Osijek (8,000) - Alashkert (8,000) (T) - Sutjeska Nikšić (7,500) (T) - Hibernian (7,280) - Shkupi (7,000) (T) - Árisz (7,000) - Torpedo Kutaiszi (7,000) (T) - Austria Wien (6,800) - RFS (6,500) (T) | Nem kiemeltek: - Tobil (6,500) (T) - Petrocub Hîncești (6,500) - B36 Tórshavn (6,500) (T) - Drita (6,500) - Ararat-Armenia (6,500) (T) - Vojvodina (6,475) - Adana Demirspor (6,420) - Luzern (6,335) - Gżira United (6,000) (T) - Žilina (6,000) (T) - Vorszkla Poltava (6,000) - Bohemians 1905 (5,810) - AGF (5,565) - Željezničar (5,500) (T) - KA (5,500) (T) - Panevėžys (5,000) (T) - Zimbru Chișinău (5,000) (T) - Derry City (5,000) (T) - Dukagjini (5,000) (T) - Balzan (5,000) (T) - FC Santa Coloma (5,000) (T) - Progrès Niederkorn (5,000) (T) - Bétár Jerusálajim (5,000) - Hammarby (4,750) - Kalmar FF (4,750) - Levszki Szofija (4,500) - Tirana (4,500) (T) - Inter Club d’Escaldes (4,500) (T) - Crusaders (4,500) (T) - Kauno Žalgiris (4,500) - Pogoń Szczecin (4,150) - Debrecen (4,125) - Zalaegerszeg (4,125) - Kecskemét (4,125) - Sepsi OSK (4,100) - Qəbələ (4,000) - Borac Banja Luka (4,000) - FK 1948 Szofija (4,000) - Sabah (3,325) - Ordabaszi (2,525) - Aktöbe (2,525) - Celje (2,500) - Auda (2,125) - Differdange 03 (2,000) - Tarpeda Zsodzina (1,975) |

Párosítások
A 2. selejtezőkör sorsolását 2023. június 21-én, 13 órától tartották. Az első mérkőzéseket július 25-én, 26-án és 27-én, a második mérkőzéseket augusztus 1-jén, 2-án és 3-án játszották. A párosítások győztesei a 3. selejtezőkörbe kerültek. A vesztesek kiestek.
Bajnoki ág
| 1. csapat               | Össz.   | 2. csapat           | 1. mérk. | 2. mérk. |
| ----------------------- | ------- | ------------------- | -------- | -------- |
| Lincoln Red Imps        | kiemelt |                     |          |          |
| Flora                   | kiemelt |                     |          |          |
| Tre Penne               | 0–10    | Valmiera            | 0–3      | 0–7      |
| Ferencváros             | 6–0     | Shamrock Rovers     | 4–0      | 2–0      |
| The New Saints          | 3–4     | Swift Hesperange    | 1–1      | 2–3      |
| Atlètic Club d’Escaldes | 1–5     | Partizani           | 0–1      | 1–4      |
| Ħamrun Spartans         | 3–1     | Dinamo Tbiliszi     | 2–1      | 1–0      |
| Farul Constanța         | 6–4     | Urartu              | 3–2      | 3–2      |
| Sztruga                 | 5–3     | Budućnost Podgorica | 1–0      | 4–3      |
| Ballkani                | 7–1     | Larne               | 3–0      | 4–1      |

Főág
| 1. csapat             | Össz.        | 2. csapat            | 1. mérk. | 2. mérk.   |
| --------------------- | ------------ | -------------------- | -------- | ---------- |
| Dukagjini             | 1–7          | Rijeka               | 0–1      | 1–6        |
| Gżira United          | 3–2          | F91 Dudelange        | 2–0      | 1–2        |
| Djurgårdens IF        | 2–3          | Luzern               | 1–2      | 1–1        |
| Celje                 | 4–4 (t. 4–2) | Vitória de Guimarães | 3–4      | 1–0 (h.u.) |
| Sutjeska Nikšić       | 2–3          | FC Santa Coloma      | 2–0      | 0–3 (h.u.) |
| Hapóél Beér-Seva      | 2–1          | Panevėžys            | 1–0      | 1–1        |
| Vorszkla Poltava      | 3–4          | Dila Gori            | 2–1      | 1–3        |
| CFR Cluj              | 2–3          | Adana Demirspor      | 1–1      | 1–2        |
| Ordabaszi             | 4–5          | Legia Warszawa       | 2–2      | 2–3        |
| RFS                   | 1–4          | Sabah                | 0–2      | 1–2        |
| Beşiktaş              | 5–1          | Tirana               | 3–1      | 2–0        |
| Željezničar           | 2–4          | Neftçi               | 2–2      | 0–2        |
| APÓEL                 | 4–2          | Vojvodina            | 2–1      | 2–1        |
| CSZKA 1948            | 2–4          | FCSB                 | 0–1      | 2–3        |
| Alashkert             | 2–2 (t. 1–3) | Debrecen             | 0–1      | 2–1 (h.u.) |
| Lech Poznań           | 5–2          | Kauno Žalgiris       | 3–1      | 2–1        |
| Kalmar FF             | 2–4          | Pjunik               | 1–2      | 1–2        |
| Bodø/Glimt            | 7–2          | Bohemians 1905       | 3–0      | 4–2        |
| Auda                  | 2–5          | Spartak Trnava       | 1–1      | 1–4        |
| Osijek                | 3–1          | Zalaegerszeg         | 1–0      | 2–1        |
| Twente                | 2–1          | Hammarby IF          | 1–0      | 1–1 (h.u.) |
| KA                    | 5–3          | Dundalk              | 3–1      | 2–2        |
| Club Brugge           | 3–1          | AGF                  | 3–0      | 0–1        |
| Crusaders             | 4–5          | Rosenborg            | 2–2      | 2–3 (h.u.) |
| Inter Club d’Escaldes | 3–7          | Hibernian            | 2–1      | 1–6        |
| Viktoria Plzeň        | 2–1          | Drita                | 0–0      | 2–1        |
| B36 Tórshavn          | 3–2          | Haverfordwest County | 2–1      | 1–1 (h.u.) |
| Basel                 | 3–4          | Tobil                | 1–3      | 2–1        |
| Differdange 03        | 4–5          | Maribor              | 1–1      | 3–4 (h.u.) |
| Austria Wien          | 3–1          | Borac Banja Luka     | 1–0      | 2–1        |
| CSZKA Szofija         | 0–6          | Sepsi OSK            | 0–2      | 0–4        |
| Ararat-Armenia        | 1–2          | Árisz                | 1–1      | 0–1        |
| Makkabi Tel-Aviv      | 5–0          | Petrocub Hîncești    | 3–0      | 2–0        |
| Tarpeda Zsodzina      | 3–4          | AÉK Lárnakasz        | 2–3      | 1–1        |
| Torpedo Kutaiszi      | 3–5          | Aktöbe               | 1–4      | 2–1        |
| Midtjylland           | 3–2          | Progrès Niederkorn   | 2–0      | 1–2 (h.u.) |
| Derry City            | 5–4          | KuPS                 | 2–1      | 3–3        |
| Gent                  | 10–3         | Žilina               | 5–1      | 5–2        |
| Kecskemét             | 3–4          | Riga                 | 2–1      | 1–3 (h.u.) |
| Linfield              | 4–8          | Pogoń Szczecin       | 2–5      | 2–3        |
| PAÓK                  | 4–1          | Bétár Jerusálajim    | 0–0      | 4–1        |
| Nyoman Hrodna         | 2–0          | Balzan               | 2–0      | 0–0        |
| Fenerbahçe            | 9–0          | Zimbru Chișinău      | 5–0      | 4–0        |
| Qəbələ                | 3–7          | Omónia               | 2–3      | 1–4        |
| Shkupi                | 0–3          | Levszki Szofija      | 0–2      | 0–1        |

1. 1 2 3  A sorsoláshoz képest a pályaválasztói jogot felcserélték.

### 3. selejtezőkör
A 3. selejtezőkör két ágból áll. A bajnoki ágon 10, a főágon 54 csapat vesz részt.
- S: A BL 1. selejtezőköréből kiesett csapat, sorsolással a 3. selejtezőkörbe került.
- T: A 2. selejtezőkörből továbbjutott csapat, a sorsoláskor nem ismert.
- A dőlt betűvel írtak a 2. selejtezőkörben egy magasabb együtthatóval rendelkező csapat ellen győztek, és az ellenfél együtthatóját hozták magukkal.

Bajnoki ág
| - Lincoln Red Imps (S) - Flora (S) - Valmiera (T) - Ferencváros (T) - Swift Hesperange (T) | - Partizani (T) - Ħamrun Spartans (T) - Farul Constanța (T) - Sztruga (T) - Ballkani (T) |

Főág
| Kiemeltek: - Club Brugge (54,000) (T) - Tobil (53,000) (T) - AZ (47,500) - Gent (37,500) (T) - Dinamo Kijiv (35,000) - Fenerbahçe (30,000) (T) - Adana Demirspor (27,500) (T) - Midtjylland (25,500) (T) - Partizan (25,500) - PAÓK (25,000) (T) - Makkabi Tel-Aviv (24,000) (T) - Viktoria Plzeň (22,000) (T) - Bodø/Glimt (20,000) (T) - Lech Poznań (19,000) (T) - Rapid Wien (18,500) - Hapóél Beér-Seva (17,000) (T) - Luzern (16,500) (T) - APÓEL (14,500) (T) - Beşiktaş (14,000) (T) - Sepsi OSK (13,000) (T) - Twente (11,980) (T) - Rijeka (11,500) (T) - Arouca (11,243) - Celje (11,243) (T) - FCSB (11,000) (T) - Legia Warszawa (11,000) (T) - Rosenborg (11,000) (T) | Nem kiemeltek: - Spartak Trnava (10,500) (T) - AÉK Lárnakasz (10,000) (T) - Omónia (10,000) (T) - Gżira United (10,000) (T) - Riga (10,000) (T) - Maribor (9,500) (T) - Derry City (9,500) (T) - Hajduk Split (9,000) - Neftçi (9,000) (T) - Pogoń Szczecin (8,500) (T) - KA (8,500) (T) - Pjunik (8,000) (T) - Osijek (8,000) (T) - Debrecen (8,000) (T) - FC Santa Coloma (7,500) (T) - Heart of Midlothian (7,280) - Hibernian (7,280) (T) - Levszki Szofija (7,000) (T) - Árisz (7,000) (T) - Austria Wien (6,800) (T) - Sabah (6,500) (T) - B36 Tórshavn (6,500) (T) - Dila Gori (6,000) (T) - Brann (5,800) - Nordsjælland (5,565) - Aktöbe (3,500) (T) - Nyoman Hrodna (2,500) (T) |

Párosítások
A 3. selejtezőkör sorsolását 2023. július 24-én tartották. Az első mérkőzéseket augusztus 9-én és 10-én, a második mérkőzéseket augusztus 17-én játszották. A párosítások győztesei a rájátszásba kerültek, a vesztesek kiestek.
Bajnoki ág
| 1. csapat       | Össz. | 2. csapat        | 1. mérk. | 2. mérk. |
| --------------- | ----- | ---------------- | -------- | -------- |
| Ħamrun Spartans | 2–8   | Ferencváros      | 1–6      | 1–2      |
| Farul Constanța | 5–0   | Flora            | 3–0      | 2–0      |
| Valmiera        | 1–3   | Partizani        | 1–2      | 0–1      |
| Ballkani        | 5–1   | Lincoln Red Imps | 2–0      | 3–1      |
| Sztruga         | 4–3   | Swift Hesperange | 3–1      | 1–2      |

Főág
| 1. csapat        | Össz.        | 2. csapat           | 1. mérk. | 2. mérk.   |
| ---------------- | ------------ | ------------------- | -------- | ---------- |
| AÉK Lárnakasz    | 1–2          | Makkabi Tel-Aviv    | 1–1      | 0–1        |
| Sabah            | 2–2 (t. 4–5) | Partizan            | 2–0      | 0–2 (h.u.) |
| Sepsi OSK        | 2–1          | Aktöbe              | 1–1      | 1–0        |
| Rapid Wien       | 5–0          | Debrecen            | 0–0      | 5–0        |
| Hajduk Split     | 0–3          | PAÓK                | 0–0      | 0–3        |
| FC Santa Coloma  | 0–3          | AZ Alkmaar          | 0–1      | 0–2        |
| Celje            | 5–1          | Nyoman Hrodna       | 1–0      | 4–1        |
| Neftçi           | 2–5          | Beşiktaş            | 1–3      | 1–2        |
| Omónia           | 2–5          | Midtjylland         | 1–0      | 1–5        |
| Árisz            | 2–2 (t. 5–6) | Dinamo Kijiv        | 1–0      | 1–2 (h.u.) |
| Legia Warszawa   | 6–5          | Austria Wien        | 1–2      | 5–3        |
| Hapóél Beér-Seva | 1–2          | Levszki Szofija     | 0–0      | 1–2        |
| Hibernian        | 5–3          | Luzern              | 3–1      | 2–2        |
| Viktoria Plzeň   | 6–0          | Gżira United        | 4–0      | 2–0        |
| Arouca           | 3–4          | Brann               | 2–1      | 1–3        |
| Gent             | 6–2          | Pogoń Szczecin      | 5–0      | 1–2        |
| Adana Demirspor  | 7–4          | Osijek              | 5–1      | 2–3        |
| B36 Tórshavn     | 1–5          | Rijeka              | 1–3      | 0–2        |
| Twente           | 5–0          | Riga                | 2–0      | 3–0        |
| Rosenborg        | 3–4          | Heart of Midlothian | 2–1      | 1–3        |
| Fenerbahçe       | 6–1          | Maribor             | 3–1      | 3–0        |
| Club Brugge      | 10–2         | KA                  | 5–1      | 5–1        |
| Dila Gori        | 0–3          | APÓEL               | 0–2      | 0–1        |
| Lech Poznań      | 3–4          | Spartak Trnava      | 2–1      | 1–3        |
| FCSB             | 0–2          | Nordsjælland        | 0–0      | 0–2        |
| Tobil            | 1–1 (t. 6–5) | Derry City          | 1–0      | 0–1 (h.u.) |
| Bodø/Glimt       | 6–0          | Pjunik              | 3–0      | 3–0        |

1. ↑  A sorsoláshoz képest a pályaválasztói jogot felcserélték.

### Rájátszás
A rájátszás két ágból áll. A bajnoki ágon 10, a főágon 34 csapat vesz részt.
Bajnoki ág
- EL: Az EL 3. selejtezőköréből kieső csapat, a sorsoláskor nem volt ismert.
- T: A 3. selejtezőkör bajnoki ágáról továbbjutott csapat, a sorsoláskor nem volt ismert.

| Kiemeltek: - Žalgiris (EL) - HJK (EL) - Breiðablik (EL) - BATE Bariszav (EL) - Asztana (EL) | Nem kiemeltek: - Ferencváros (T) - Farul Constanța (T) - Partizani (T) - Ballkani (T) - Sztruga (T) |

Főág
- EL: Az EL 3. selejtezőkörének főágáról kieső csapat, a sorsoláskor nem ismert.
- T: A 3. selejtezőkör főágáról továbbjutott csapat, a sorsoláskor nem ismert.
- A dőlt betűvel írtak a 3. selejtezőkörben egy magasabb együtthatóval rendelkező csapat ellen játszottak, és az ellenfél együtthatóját hozták magukkal.

| Kiemeltek: - Eintracht Frankfurt (77,000) - Club Brugge (54,000) (T) - Dnipro-1 (52,000) (EL) - AZ (47,500) (T) - Genk (39,000) (EL) - Gent (37,500) (T) - Dinamo Kijiv (35,000) (T) - Fenerbahçe (30,000) (T) - Lille (30,000) - Midtjylland (25,500) (T) - Partizan (25,500) (T) - PAÓK (25,000) (T) - Makkabi Tel-Aviv (24,000) (T) - Viktoria Plzeň (22,000) (T) - Aston Villa (21,914) - Fiorentina (20,000) - Bodø/Glimt (20,000) (T) | Nem kiemeltek: - Spartak Trnava (19,000) (T) - Osasuna (18,599) - Rapid Wien (18,500) (T) - Levszki Szofija (17,000) (T) - APÓEL (14,500) (T) - Beşiktaş (14,000) (T) - Twente (11,980) (T) - Rijeka (11,500) (T) - Brann (11,243) (T) - Nordsjælland (11,000) (T) - Legia Warszawa (11,000) (T) - Heart of Midlothian (11,000) (T) - Adana Demirspor (8,000) (T) - Hibernian (7,280) (T) - Tobil (6,500) (T) - Sepsi OSK (4,100) (T) - Celje (2,500) (T) |

Párosítások
A rájátszás sorsolását 2023. augusztus 7-én tartották. Az első mérkőzéseket augusztus 23-án és 24-én, a második mérkőzéseket augusztus 31-én játszották. A párosítások győztesei a csoportkörbe kerültek, a vesztesek kiestek.
Bajnoki ág
| 1. csapat       | Össz. | 2. csapat     | 1. mérk. | 2. mérk. |
| --------------- | ----- | ------------- | -------- | -------- |
| Ballkani        | 4–2   | BATE Bariszav | 4–1      | 0–1      |
| Žalgiris        | 0–7   | Ferencváros   | 0–4      | 0–3      |
| Sztruga         | 0–2   | Breiðablik    | 0–1      | 0–1      |
| Farul Constanța | 2–3   | HJK           | 2–1      | 0–2      |
| Asztana         | 2–1   | Partizani     | 1–0      | 1–1      |

Főág
| 1. csapat           | Össz.        | 2. csapat           | 1. mérk. | 2. mérk.   |
| ------------------- | ------------ | ------------------- | -------- | ---------- |
| Levszki Szofija     | 1–3          | Eintracht Frankfurt | 1–1      | 0–2        |
| Gent                | 4–1          | APÓEL               | 2–0      | 2–1        |
| Spartak Trnava      | 3–2          | Dnipro-1            | 1–1      | 2–1 (h.u.) |
| Sepsi OSK           | 4–5          | Bodø/Glimt          | 2–2      | 2–3 (h.u.) |
| Tobil               | 1–5          | Viktoria Plzeň      | 1–2      | 0–3        |
| Hibernian           | 0–8          | Aston Villa         | 0–5      | 0–3        |
| Midtjylland         | 4–4 (t. 5–6) | Legia Warszawa      | 3–3      | 1–1 (h.u.) |
| Lille               | 3–2          | Rijeka              | 2–1      | 1–1 (h.u.) |
| Genk                | 2–2 (t. 5–4) | Adana Demirspor     | 2–1      | 0–1 (h.u.) |
| Fenerbahçe          | 6–1          | Twente              | 5–1      | 1–0        |
| Dinamo Kijiv        | 2–4          | Beşiktaş            | 2–3      | 0–1        |
| AZ Alkmaar          | 4–4 (t. 6–5) | Brann               | 1–1      | 3–3 (h.u.) |
| Rapid Wien          | 1–2          | Fiorentina          | 1–0      | 0–2        |
| Heart of Midlothian | 1–6          | PAÓK                | 1–2      | 0–4        |
| Nordsjælland        | 6–0          | Partizan            | 5–0      | 1–0        |
| Osasuna             | 3–4          | Club Brugge         | 1–2      | 2–2        |
| Makkabi Tel-Aviv    | 5–2          | Celje               | 4–1      | 1–1        |

1. ↑  A sorsoláshoz képest a pályaválasztói jogot felcserélték.

## Csoportkör
Az alábbi csapatok vesznek részt a csoportkörben:
- 10 vesztes az Európa-liga rájátszásából
- 5 győztes a rájátszás bajnoki ágáról
- 17 győztes a rájátszás főágáról

A csapatokat 4 kalapba sorolják be, az UEFA-együtthatójuk sorrendjében. A 32 csapatot 8 darab négycsapatos csoportba sorsolják. Azonos tagországba tartozók nem sorsolhatók azonos csoportba. A sorsolást 2023. szeptember 1-jén tartják.
A csapatok oda-visszavágós körmérkőzéses rendszerben mérkőznek. Fordulónként azonos játéknapon játsszák az összes mérkőzést. A játéknapok: szeptember 21., október 5., október 26., november 9., november 30., december 14. Az első helyezettek a nyolcaddöntőbe, a második helyezettek a nyolcaddöntő rájátszásába kerülnek.
| 1. kalap - Eintracht Frankfurt (77,000) - Dinamo Zagreb (55,000) - Club Brugge (54,000) - AZ (47,500) - Gent (37,500) - Lille (30,000) - Fenerbahçe (30,000) - Ferencváros (27,000) 2. kalap - PAÓK (25,000) - Slovan Bratislava (24,500) - Makkabi Tel-Aviv (24,000) - Viktoria Plzeň (22,000) - Aston Villa (21,914) - Ludogorec Razgrad (21,000) - Fiorentina (20,000) - Bodø/Glimt (20,000) | 3. kalap - Genk (18,000) - Zorja Luhanszk (16,000) - Beşiktaş (14,000) - Asztana (14,000) - HJK (11,000) - Legia Warszawa (11,000) - Spartak Trnava (10,500) - Olimpija Ljubljana (9,000) 4. kalap - Zrinjski Mostar (8,500) - KÍ (8,000) - Aberdeen (8,000) - Čukarički (6,475) - Lugano (6,335) - Breiðablik (6,000) - Nordsjælland (5,565) - Ballkani (3,000) |

### A csoport
| Hely. | Csapat             | M | Gy | D | V | G+ | G– | Gk | P  | Továbbjutás                              |     | LOSC | SLO | LJU | KÍ  |
| ----- | ------------------ | - | -- | - | - | -- | -- | -- | -- | ---------------------------------------- | --- | ---- | --- | --- | --- |
| 1.    | Lille              | 6 | 4  | 2 | 0 | 10 | 2  | +8 | 14 | Továbbjutott a nyolcaddöntőbe            |     | —    | 2–1 | 2–0 | 3–0 |
| 2.    | Slovan Bratislava  | 6 | 3  | 1 | 2 | 8  | 7  | +1 | 10 | Továbbjutott a nyolcaddöntő rájátszásába |     | 1–1  | —   | 1–2 | 2–1 |
| 3.    | Olimpija Ljubljana | 6 | 2  | 0 | 4 | 4  | 9  | −5 | 6  |                                          |     | 0–2  | 0–1 | —   | 2–0 |
| 4.    | KÍ                 | 6 | 1  | 1 | 4 | 5  | 9  | −4 | 4  |                                          | 0–0 | 1–2  | 3–0 | —   |     |

### B csoport
| Hely. | Csapat           | M | Gy | D | V | G+ | G– | Gk  | P  | Továbbjutás                              |     | MTA | GNT | ZOR | BRE |
| ----- | ---------------- | - | -- | - | - | -- | -- | --- | -- | ---------------------------------------- | --- | --- | --- | --- | --- |
| 1.    | Makkabi Tel-Aviv | 6 | 5  | 0 | 1 | 14 | 9  | +5  | 15 | Továbbjutott a nyolcaddöntőbe            |     | —   | 3–1 | 3–2 | 3–2 |
| 2.    | Gent             | 6 | 4  | 1 | 1 | 16 | 7  | +9  | 13 | Továbbjutott a nyolcaddöntő rájátszásába |     | 2–0 | —   | 4–1 | 5–0 |
| 3.    | Zorja Luhanszk   | 6 | 2  | 1 | 3 | 10 | 11 | −1  | 7  |                                          |     | 1–3 | 1–1 | —   | 4–0 |
| 4.    | Breiðablik       | 6 | 0  | 0 | 6 | 5  | 18 | −13 | 0  |                                          | 1–2 | 2–3 | 0–1 | —   |     |

### C csoport
| Hely. | Csapat         | M | Gy | D | V | G+ | G– | Gk | P  | Továbbjutás                              |     | PLZ | DZG | AST | BAL |
| ----- | -------------- | - | -- | - | - | -- | -- | -- | -- | ---------------------------------------- | --- | --- | --- | --- | --- |
| 1.    | Viktoria Plzeň | 6 | 6  | 0 | 0 | 9  | 1  | +8 | 18 | Továbbjutott a nyolcaddöntőbe            |     | —   | 1–0 | 3–0 | 1–0 |
| 2.    | Dinamo Zagreb  | 6 | 3  | 0 | 3 | 10 | 5  | +5 | 9  | Továbbjutott a nyolcaddöntő rájátszásába |     | 0–1 | —   | 5–1 | 3–0 |
| 3.    | Asztana        | 6 | 1  | 1 | 4 | 4  | 13 | −9 | 4  |                                          |     | 1–2 | 0–2 | —   | 0–0 |
| 4.    | Ballkani       | 6 | 1  | 1 | 4 | 3  | 7  | −4 | 4  |                                          | 0–1 | 2–0 | 1–2 | —   |     |

### D csoport
| Hely. | Csapat      | M | Gy | D | V | G+ | G– | Gk  | P  | Továbbjutás                              |     | BRU | BOD | BEŞ | LUG |
| ----- | ----------- | - | -- | - | - | -- | -- | --- | -- | ---------------------------------------- | --- | --- | --- | --- | --- |
| 1.    | Club Brugge | 6 | 5  | 1 | 0 | 15 | 3  | +12 | 16 | Továbbjutott a nyolcaddöntőbe            |     | —   | 3–1 | 1–1 | 2–0 |
| 2.    | Bodø/Glimt  | 6 | 3  | 1 | 2 | 11 | 8  | +3  | 10 | Továbbjutott a nyolcaddöntő rájátszásába |     | 0–1 | —   | 3–1 | 5–2 |
| 3.    | Beşiktaş    | 6 | 1  | 1 | 4 | 7  | 14 | −7  | 4  |                                          |     | 0–5 | 1–2 | —   | 2–3 |
| 4.    | Lugano      | 6 | 1  | 1 | 4 | 6  | 14 | −8  | 4  |                                          | 1–3 | 0–0 | 0–2 | —   |     |

1. 1 2  Egymás elleni gólkülönbség: Beşiktaş +1, Lugano –1.

### E csoport
| Hely. | Csapat          | M | Gy | D | V | G+ | G– | Gk | P  | Továbbjutás                              |     | AVL | LEG | AZ  | ZRI |
| ----- | --------------- | - | -- | - | - | -- | -- | -- | -- | ---------------------------------------- | --- | --- | --- | --- | --- |
| 1.    | Aston Villa     | 6 | 4  | 1 | 1 | 12 | 7  | +5 | 13 | Továbbjutott a nyolcaddöntőbe            |     | —   | 2–1 | 2–1 | 1–0 |
| 2.    | Legia Warszawa  | 6 | 4  | 0 | 2 | 10 | 6  | +4 | 12 | Továbbjutott a nyolcaddöntő rájátszásába |     | 3–2 | —   | 2–0 | 2–0 |
| 3.    | AZ Alkmaar      | 6 | 2  | 0 | 4 | 7  | 12 | −5 | 6  |                                          |     | 1–4 | 1–0 | —   | 1–0 |
| 4.    | Zrinjski Mostar | 6 | 1  | 1 | 4 | 6  | 10 | −4 | 4  |                                          | 1–1 | 1–2 | 4–3 | —   |     |

### F csoport
| Hely. | Csapat      | M | Gy | D | V | G+ | G– | Gk | P  | Továbbjutás                              |     | FIO | FTC | GNK | ČUK |
| ----- | ----------- | - | -- | - | - | -- | -- | -- | -- | ---------------------------------------- | --- | --- | --- | --- | --- |
| 1.    | Fiorentina  | 6 | 3  | 3 | 0 | 14 | 6  | +8 | 12 | Továbbjutott a nyolcaddöntőbe            |     | —   | 2–2 | 2–1 | 6–0 |
| 2.    | Ferencváros | 6 | 2  | 4 | 0 | 9  | 6  | +3 | 10 | Továbbjutott a nyolcaddöntő rájátszásába |     | 1–1 | —   | 1–1 | 3–1 |
| 3.    | Genk        | 6 | 2  | 3 | 1 | 8  | 5  | +3 | 9  |                                          |     | 2–2 | 0–0 | —   | 2–0 |
| 4.    | Čukarički   | 0 | 0  | 0 | 0 | 0  | 0  | 0  | 0  |                                          | 0–1 | 1–2 | 0–2 | —   |     |

### G csoport
| Hely. | Csapat              | M | Gy | D | V | G+ | G– | Gk  | P  | Továbbjutás                              |     | PAOK | FRA | ABE | HJK |
| ----- | ------------------- | - | -- | - | - | -- | -- | --- | -- | ---------------------------------------- | --- | ---- | --- | --- | --- |
| 1.    | PAÓK                | 6 | 5  | 1 | 0 | 16 | 10 | +6  | 16 | Továbbjutott a nyolcaddöntőbe            |     | —    | 2–1 | 2–2 | 4–2 |
| 2.    | Eintracht Frankfurt | 6 | 3  | 0 | 3 | 11 | 7  | +4  | 9  | Továbbjutott a nyolcaddöntő rájátszásába |     | 1–2  | —   | 2–1 | 6–0 |
| 3.    | Aberdeen            | 6 | 1  | 3 | 2 | 10 | 10 | 0   | 6  |                                          |     | 2–3  | 2–0 | —   | 1–1 |
| 4.    | HJK                 | 6 | 0  | 2 | 4 | 7  | 17 | −10 | 2  |                                          | 2–3 | 0–1  | 2–2 | —   |     |

### H csoport
| Hely. | Csapat            | M | Gy | D | V | G+ | G– | Gk  | P  | Továbbjutás                              |     | FEN | LUD | NOR | TRN |
| ----- | ----------------- | - | -- | - | - | -- | -- | --- | -- | ---------------------------------------- | --- | --- | --- | --- | --- |
| 1.    | Fenerbahçe        | 6 | 4  | 0 | 2 | 13 | 11 | +2  | 12 | Továbbjutott a nyolcaddöntőbe            |     | —   | 3–1 | 3–1 | 4–0 |
| 2.    | Ludogorec Razgrad | 6 | 4  | 0 | 2 | 11 | 11 | 0   | 12 | Továbbjutott a nyolcaddöntő rájátszásába |     | 2–0 | —   | 1–0 | 4–0 |
| 3.    | Nordsjælland      | 6 | 3  | 1 | 2 | 17 | 7  | +10 | 10 |                                          |     | 6–1 | 7–1 | —   | 1–1 |
| 4.    | Spartak Trnava    | 6 | 0  | 1 | 5 | 3  | 15 | −12 | 1  |                                          | 1–2 | 1–2 | 0–2 | —   |     |

1. 1 2  Az egymás elleni eredmény döntetlen. Az összesített gólkülönbség döntött.

## Egyenes kieséses szakasz
Az egyenes kieséses szakaszban 24 csapat vesz részt:
- A nyolcaddöntőbe kerülnek a csoportkör első helyezettjei
- A nyolcaddöntő rájátszásába kerülnek a csoportkör második helyezettjei és az Európa-liga csoportkörének harmadik helyezettjei.

A döntő kivételével az összes fordulóban két mérkőzés alapján dől el a továbbjutás.

### A nyolcaddöntő rájátszása
A forduló sorsolását 2023. december 18-án tartották. A sorsolás során az UEFA Európa Konferencia Liga csoportkörének második helyezettjeit az Európa-liga csoportkörének harmadik helyezettjeivel párosítják. Azonos tagországba tartozók nem játszhatnak egymással. Az UEFA Európa Konferencia Liga csoportkörének második helyezettjei játsszák a második mérkőzést hazai pályán. Az első mérkőzéseket 2024. február 15-én, a második mérkőzéseket február 21-én és 22-én játszották. A győztesek a nyolcaddöntőbe kerülnek, a vesztesek kiesnek.
| 1. csapat            | Össz. | 2. csapat           | 1. mérk. | 2. mérk.   |
| -------------------- | ----- | ------------------- | -------- | ---------- |
| Sturm Graz           | 5–1   | Slovan Bratislava   | 4–1      | 1–0        |
| Servette             | 1–0   | Ludogorec Razgrad   | 0–0      | 1–0        |
| Union Saint-Gilloise | 4–3   | Eintracht Frankfurt | 2–2      | 2–1        |
| Real Betis           | 1–2   | Dinamo Zagreb       | 0–1      | 1–1        |
| Olimbiakósz          | 2–0   | Ferencváros         | 1–0      | 1–0        |
| Ajax                 | 4–3   | Bodø/Glimt          | 2–2      | 2–1 (h.u.) |
| Molde                | 6–2   | Legia Warszawa      | 3–2      | 3–0        |
| Makkabi Haifa        | 2–1   | Gent                | 1–0      | 1–1        |

### Nyolcaddöntők
A nyolcaddöntők sorsolását 2024. február 23-án tartották. A sorsolás során az UEFA Európa Konferencia Liga csoportkörének első helyezettjeit a nyolcaddöntő rájátszásának győzteseivel párosítják. Azonos tagországba tartozók nem játszhatnak egymással. Az UEFA Európa Konferencia Liga csoportkörének első helyezettjei játsszák a második mérkőzést hazai pályán. Az első mérkőzéseket 2024. március 6-án és 7-én, a második mérkőzéseket március 14-én játszották.
| 1. csapat            | Össz.        | 2. csapat        | 1. mérk. | 2. mérk.   |
| -------------------- | ------------ | ---------------- | -------- | ---------- |
| Servette             | 0–0 (t. 1–3) | Viktoria Plzeň   | 0–0      | 0–0        |
| Ajax                 | 0–4          | Aston Villa      | 0–0      | 0–4        |
| Molde                | 2–4          | Club Brugge      | 2–1      | 0–3        |
| Union Saint-Gilloise | 1–3          | Fenerbahçe       | 0–3      | 1–0        |
| Dinamo Zagreb        | 3–5          | PAÓK             | 2–0      | 1–5        |
| Sturm Graz           | 1–4          | Lille            | 0–3      | 1–1        |
| Makkabi Haifa        | 4–5          | Fiorentina       | 3–4      | 1–1        |
| Olimbiakósz          | 7–5          | Makkabi Tel-Aviv | 1–4      | 6–1 (h.u.) |

### Negyeddöntők
A negyeddöntők sorsolását 2024. március 15-én tartották. Az első mérkőzéseket 2024. április 11-én, a második mérkőzéseket április 18-án játsszák.
| 1. csapat      | Össz.        | 2. csapat  | 1. mérk. | 2. mérk.   |
| -------------- | ------------ | ---------- | -------- | ---------- |
| Club Brugge    | 3–0          | PAÓK       | 1–0      | 2–0        |
| Olimbiakósz    | 3–3 (t. 3–2) | Fenerbahçe | 3–2      | 0–1 (h.u.) |
| Aston Villa    | 3–3 (t. 4–3) | Lille      | 2–1      | 1–2 (h.u.) |
| Viktoria Plzeň | 0–2          | Fiorentina | 0–0      | 0–2 (h.u.) |

### Elődöntők
Az elődöntők sorsolását 2024. március 15-én tartották, a negyeddöntők sorsolását követően. Az első mérkőzéseket 2024. május 2-án, a második mérkőzéseket május 9-én játsszák.
| 1. csapat   | Össz. | 2. csapat   | 1. mérk. | 2. mérk. |
| ----------- | ----- | ----------- | -------- | -------- |
| Aston Villa | 2–6   | Olimbiakósz | 2–4      | 0–2      |
| Fiorentina  | 4–3   | Club Brugge | 3–2      | 1–1      |

### Döntő
| 2024. május 29. 21:00 (22:00 EEST) |

| Olimbiakósz   | 1–0 (h. u.)                 | Fiorentina |
| ------------- | --------------------------- | ---------- |
| El Kaabi 116' | (0–0, 0–0, 0–0) Jegyzőkönyv |            |

| Ajía Szofía Stadion, Athén Nézőszám: 26 842 Játékvezető: Artur Soares Dias (portugál) |